# Rhynchium mirabile
Rhynchium mirabile är en stekelart som beskrevs av Henri Saussure 1852. Rhynchium mirabile ingår i släktet Rhynchium och familjen Eumenidae.

## Underarter
Arten delas in i följande underarter:
- R. m. biakense
- R. m. expolitum